# Euroliga de 2017–18
A Temporada da Euroliga de 2017–18 será a 18ª temporada da era moderna da Euroliga e 8ª com patrocínio da empresa aérea Turkish Airlines. A competição sucedeu a Copa dos Campeões Europeus da FIBA , perfazendo desta forma a 61ª edição continental. O Final Four desta temporada será disputado na Arena Štark em Belgrado, Sérvia.

## Equipes participantes
| Clube                      | Localização     | Arena                       | Capacidade | Treinador            |
| -------------------------- | --------------- | --------------------------- | ---------- | -------------------- |
| Anadolu                    | Istambul        | Arena Abdi İpekçi           | 12.270     | Velimir Perasović    |
| AX Armani Exchange Olimpia | Milão           | Mediolanum Forum            | 12.700     | Simone Pianigiani    |
| Baskonia                   | Vitoria-Gasteiz | Arena Fernando Buesa        | 15.504     | Pablo Prigioni       |
| Brose Bamberga             | Bamberga        | Brose Arena                 | 6.249      | Andrea Trinchieri    |
| CSKA Moscou                | Moscovo         | Arena Megasport             | 13.126     | Dimitrios Itoudis    |
| Estrela Vermelha mts       | Belgrado        | Arena Kombank               | 25.000     | Dušan Alimpijević    |
| Estrela Vermelha mts       | Belgrado        | Aleksandar Nikolić          | 8.150      | Dušan Alimpijević    |
| FC Barcelona Lassa         | Barcelona       | Palau Blaugrana             | 7.585      | Sito Alonso          |
| Fenerbahçe Doğuş           | Istambul        | Ülker Sports Arena          | 13.059     | Želimir Obradović    |
| Khimki                     | Khimki          | Arena Mytishchi             | 8.000      | Georgios Bartzokas   |
| Maccabi FOX Tel Aviv       | Tel Aviv        | Arena Menora Mivtachim      | 10.383     | Neven Spahija        |
| Olympiacos Pireu           | Pireu           | Estádio da Paz e da Amizade | 11.640     | Ioannis Sfairopoulos |
| Panathinaikos Superfoods   | Atenas          | OACA                        | 18.989     | Xavi Pascual         |
| Real Madrid                | Madrid          | WiZink Center               | 15.000     | Pablo Laso           |
| Unicaja Malaga             | Málaga          | Martín Carpena              | 11.300     | Joan Plaza           |
| Valencia                   | Valência        | Fonte de São Luis           | 8.000      | Txus Vidorreta       |
| Žalgiris Kaunas            | Caunas          | Arena Žalgiris              | 15.552     | Šarūnas Jasikevičius |

## Temporada Regular
| Casa\Visitante           | ANA    | ARM    | BAS   | BRO    | CSK    | EST    | FCB    | FEN   | KHI   | MAC     | OLY   | PAN   | RMA    | UNI    | VAL    | ZAL   |
| ------------------------ | ------ | ------ | ----- | ------ | ------ | ------ | ------ | ----- | ----- | ------- | ----- | ----- | ------ | ------ | ------ | ----- |
| Anadolu Efes             |        | 73-68  | 81-82 | 69-58  | 80-98  | 104-95 | 83-107 | 84-89 | 73-85 | 81-94   | 58-61 | 81-82 | 74-88  | 74-79  | 82-66  | 70-86 |
| AX Armani Exchange       | 77-64  |        | 92-85 | 71-62  | 81-107 | 88-91  | 78-74  | 86-92 | 71-77 | 102-111 | 85-86 | 95-96 | 77-88  | 101-87 | 89-93  | 62-94 |
| Baskonia                 | 79-81  | 82-83  |       | 103-79 | 81-90  | 103-84 | 85-82  | 69-83 | 87-77 | 83-72   | 86-54 | 85-84 | 105-75 | 88-82  | 63-80  | 84-64 |
| Brose Bamberga           | 88-79  | 78-83  | 78-72 |        | 76-92  | 86-62  | 84-81  | 57-80 | 70-74 | 71-88   | 67-65 | 95-74 | 66-81  | 93-88  | 83-82  | 93-86 |
| CSKA Moscou              | 110-79 | 93-84  | 93-86 | 81-72  |        | 92-81  | 92-78  | 93-95 | 79-68 | 101-86  | 89-81 | 81-63 | 93-87  | 101-76 | 94-67  | 94-91 |
| Estrela Vermelha         | 100-81 | 100-89 | 81-85 | 69-75  | 59-85  |        | 90-82  | 63-80 | 70-79 | 87-84   | 89-78 | 63-69 | 79-82  | 80-76  | 106-90 | 77-65 |
| FC Barcelona Lassa       | 85-89  | 81-83  | 73-86 | 81-66  | 85-72  | 88-54  |        | 68-83 | 86-82 | 89-67   | 73-51 | 98-71 | 74-101 | 83-90  | 89-71  | 75-81 |
| Fenerbahçe Doğuş         | 81-70  | 89-70  | 79-74 | 77-69  | 79-81  | 82-56  | 86-82  |       | 71-67 | 87-73   | 83-90 | 67-62 | 77-79  | 91-99  | 79-66  | 89-90 |
| BC Khimki                | 86-68  | 77-86  | 91-90 | 82-73  | 73-90  | 85-78  | 65-79  | 64-73 |       | 69-76   | 82-54 | 78-61 | 78-95  | 68-66  | 75-70  | 85-77 |
| Maccabi FOX Tel Aviv     | 72-92  | 79-68  | 74-68 | 90-88  | 73-98  | 89-75  | 94-82  | 82-73 | 91-94 |         | 68-69 | 75-76 | 90-83  | 78-89  | 94-91  | 81-74 |
| Olympiacos Pireu         | 89-82  | 87-80  | 74-65 | 87-79  | 88-86  | 85-59  | 63-90  | 95-70 | 92-75 | 94-64   |       | 62-70 | 92-83  | 80-75  | 80-70  | 85-86 |
| Panathinaikos Superfoods | 90-79  | 80-72  | 80-76 | 93-83  | 70-75  | 91-71  | 84-75  | 70-68 | 93-65 | 89-76   | 85-87 |       | 82-80  | 82-71  | 75-56  | 94-93 |
| Real Madrid              | 87-68  | 100-90 | 75-73 | 106-86 | 82-69  | 83-87  | 87-75  | 83-86 | 80-86 | 93-81   | 79-80 | 92-75 |        | 89-57  | 91-72  | 88-81 |
| Unicaja Malaga           | 79-68  | 74-71  | 83-85 | 76-80  | 80-89  | 79-65  | 95-91  | 68-67 | 93-84 | 83-69   | 87-85 | 79-90 | 80-75  |        | 83-85  | 83-85 |
| Valencia                 | 78-71  | 98-103 | 71-81 | 86-70  | 103-99 | 82-86  | 81-76  | 67-80 | 85-83 | 87-84   | 64-72 | 67-63 | 96-88  | 91-53  |        | 63-71 |
| Žalgiris Kaunas          | 91-83  | 77-65  | 77-97 | 88-84  | 85-73  | 78-76  | 90-74  | 78-85 | 74-84 | 99-84   | 74-68 | 80-74 | 66-87  | 79-77  | 86-82  |       |

### Classificação Fase Regular
| Pos. | Clube                      | J  | V  | D  | P+   | P-   | SP   | Classificação |
| ---- | -------------------------- | -- | -- | -- | ---- | ---- | ---- | ------------- |
| 1    | CSKA Moscou                | 30 | 24 | 6  | 2675 | 2377 | 298  | Playoffs      |
| 2    | Fenerbahçe Doğuş           | 30 | 21 | 9  | 2381 | 2208 | 173  | Playoffs      |
| 3    | Olympiacos Pireu           | 30 | 19 | 11 | 2268 | 2250 | 18   | Playoffs      |
| 4    | Panathinaikos Superfoods   | 30 | 19 | 11 | 2334 | 2291 | 43   | Playoffs      |
| 5    | Real Madrid                | 30 | 19 | 11 | 2576 | 2375 | 201  | Playoffs      |
| 6    | Žalgiris Kaunas            | 30 | 18 | 12 | 2417 | 2389 | 28   | Playoffs      |
| 7    | Baskonia                   | 30 | 16 | 14 | 2487 | 2373 | 114  | Playoffs      |
| 8    | Khimki                     | 30 | 16 | 14 | 2338 | 2352 | -14  | Playoffs      |
| 9    | Unicaja Malaga             | 30 | 13 | 17 | 2347 | 2435 | -88  |               |
| 10   | Maccabi FOX Tel Aviv       | 30 | 13 | 17 | 2440 | 2530 | -90  |               |
| 11   | Valencia                   | 30 | 12 | 18 | 2336 | 2420 | -84  |               |
| 12   | Brose Bamberga             | 30 | 11 | 19 | 2309 | 2446 | -137 |               |
| 13   | FC Barcelona Lassa         | 30 | 11 | 19 | 2456 | 2404 | 52   |               |
| 14   | Estrela Vermelha           | 30 | 11 | 19 | 2333 | 2515 | -182 |               |
| 15   | AX Armani Exchange Olimpia | 30 | 10 | 20 | 2407 | 2530 | -123 |               |
| 16   | Anadolu Efes               | 30 | 7  | 23 | 2321 | 2530 | -209 |               |

## Playoffs
|  | Round 1 | Round 1       | Round 1     |             |             | Round 2     | Round 2 | Round 2 |  |  | Round 3 | Round 3 | Round 3 |  |
|  |         |               |             |             |             |             |         |         |  |  |         |         |         |  |
|  | 1       | CSKA Moscou   | 3           |             |             |             |         |         |  |  |         |         |         |  |
|  | 1       | CSKA Moscou   | 3           |             |             |             |         |         |  |  |         |         |         |  |
|  | 8       | Khimki        | 1           |             |             |             |         |         |  |  |         |         |         |  |
|  | 8       | Khimki        | 1           |             | CSKA Moscou | CSKA Moscou | 83      |         |  |  |         |         |         |  |
|  |         |               |             |             | CSKA Moscou | CSKA Moscou | 83      |         |  |  |         |         |         |  |
|  |         |               | Real Madrid | Real Madrid | 92          |             |         |         |  |  |         |         |         |  |
|  | 4       | Panathinaikos | Real Madrid | Real Madrid | 92          | 1           |         |         |  |  |         |         |         |  |
|  | 4       | Panathinaikos |             |             |             |             |         |         |  |  |         |         |         |  |
|  | 5       | Real Madrid   | 3           |             |             |             |         |         |  |  |         |         |         |  |
|  | 5       | Real Madrid   | 3           |             | Real Madrid | Real Madrid | 85      |         |  |  |         |         |         |  |
|  |         |               |             |             |             |             |         |         |  |  |         |         |         |  |
|  |         |               | Fenerbahçe  | Fenerbahçe  | 80          |             |         |         |  |  |         |         |         |  |
|  | 2       | Fenerbahçe    | Fenerbahçe  | Fenerbahçe  | 80          | 3           |         |         |  |  |         |         |         |  |
|  | 2       | Fenerbahçe    |             |             |             |             |         |         |  |  |         |         |         |  |
|  | 7       | Baskonia      | 1           |             |             |             |         |         |  |  |         |         |         |  |
|  | 7       | Baskonia      | 1           |             | Fenerbahçe  | Fenerbahçe  | 76      |         |  |  |         |         |         |  |
|  |         |               |             |             | Fenerbahçe  | Fenerbahçe  | 76      |         |  |  |         |         |         |  |
|  |         |               | Žalgiris    | Žalgiris    | 67          |             |         |         |  |  |         |         |         |  |
|  | 3       | Olympiacos    | Žalgiris    | Žalgiris    | 67          | 1           |         |         |  |  |         |         |         |  |
|  | 3       | Olympiacos    |             |             |             |             |         |         |  |  |         |         |         |  |
|  | 6       | Žalgiris      | 3           |             |             |             |         |         |  |  |         |         |         |  |

| 17 de abril 19:00 CET | Relatório | CSKA Moscou                                         | 98–95 | Khimki                                       |  | Megasport Arena, Moscovo Público: 7 384 |  |
| 17 de abril 19:00 CET | Relatório | Placar por quarto: 25-34, 21-20, 26-21, 26-20       |       |                                              |  | Megasport Arena, Moscovo Público: 7 384 |  |
| 17 de abril 19:00 CET | Relatório | Pts: Rodríguez 22 Rbts: Clyburn 9 Asts: Rodríguez 5 |       | Pts: Shved 22 Rbts: Robinson 7 Asts: Shved 6 |  | Megasport Arena, Moscovo Público: 7 384 |  |

| 19 de abril 19:00 CET | Relatório | CSKA Moscou                                                   | 89–84 | Khimki                                      |  | Megasport Arena, Moscovo Público: 8 152 |  |
| 19 de abril 19:00 CET | Relatório | Placar por quarto: 24-22, 19-23, 25-21, 21-18                 |       |                                             |  | Megasport Arena, Moscovo Público: 8 152 |  |
| 19 de abril 19:00 CET | Relatório | Pts: Rodríguez 26 Rbts: Clyburn e Hunter 7 Asts: Rodríguez 10 |       | Pts: Gill 24 Rbts: Robinson 7 Asts: Shved 7 |  | Megasport Arena, Moscovo Público: 8 152 |  |

| 25 de abril 19:00 CET | Relatório | Khimki                                                  | 79–73 | CSKA Moscou                                       |  | Mytishchi Arena, Khimki |  |
| 25 de abril 19:00 CET | Relatório | Placar por quarto: 17-15, 27-27, 16-15, 19-16           |       |                                                   |  | Mytishchi Arena, Khimki |  |
| 25 de abril 19:00 CET | Relatório | Pts: Shved 27 Rbts: Honeycutt 7 Asts: Shved eMarković 4 |       | Pts: Higgins 26 Rbts: Clyburn 9 Asts: Rodríguez 8 |  | Mytishchi Arena, Khimki |  |

| 27 de abril 19:00 CET | Relatório | Khimki                                               | 88–89 | CSKA Moscou                                        |  | Mytishchi Arena, Khimki Público: 6 416 |  |
| 27 de abril 19:00 CET | Relatório | Placar por quarto: 25-32, 19-25, 21-14, 23-18        |       |                                                    |  | Mytishchi Arena, Khimki Público: 6 416 |  |
| 27 de abril 19:00 CET | Relatório | Pts: Shved 36 Rbts: Shved e Robinson 5 Asts: Shved 6 |       | Pts: Higgins 20 Rbts: Clyburn 6 Asts: Westermann 4 |  | Mytishchi Arena, Khimki Público: 6 416 |  |

| 17 de abril 20:15 CET | Relatório | Panathinaikos Atenas                          | 95–67 | Real Madrid                                         |  | OACA, Atenas Público: 18 310 |  |
| 17 de abril 20:15 CET | Relatório | Placar por quarto: 26-13, 20-17, 31-14, 18-23 |       |                                                     |  | OACA, Atenas Público: 18 310 |  |
| 17 de abril 20:15 CET | Relatório | Pts: James 24 Rbts: James 8 Asts: Calathes 16 |       | Pts: Thompkins 12 Rbts: Thompkins 7 Asts: Causeur 4 |  | OACA, Atenas Público: 18 310 |  |

| 19 de abril 20:15 CET | Relatório | Panathinaikos Atenas                          | 82–89 | Real Madrid                                         |  | OACA, Atenas Público: 18 310 |  |
| 19 de abril 20:15 CET | Relatório | Placar por quarto: 21-16, 19-20, 21-32, 21-21 |       |                                                     |  | OACA, Atenas Público: 18 310 |  |
| 19 de abril 20:15 CET | Relatório | Pts: James 20 Rbts: Singleton 5 Asts: James 6 |       | Pts: Reyes 18 Rbts: Ayón e Thompkins 6 Asts: Ayón 5 |  | OACA, Atenas Público: 18 310 |  |

| 25 de abril 21:00 CET | Relatório | Real Madrid                                              | 81–74 | Panathinaikos Atenas                                |  | WiZink Center, Madri Público: 11 246 |  |
| 25 de abril 21:00 CET | Relatório | Placar por quarto: 17-17, 23-17, 17-19, 24-21            |       |                                                     |  | WiZink Center, Madri Público: 11 246 |  |
| 25 de abril 21:00 CET | Relatório | Pts: Carrol 17 Rbts: Dončić 10 Asts: Fernandez e Llull 4 |       | Pts: Calathes 26 Rbts: Singleton 9 Asts: Calathes 4 |  | WiZink Center, Madri Público: 11 246 |  |

| 27 de abril 21:00 CET | Relatório | Real Madrid                                   | 89–82 | Panathinaikos Atenas                            |  | WiZink Center, Madri Público: 12 557 |  |
| 27 de abril 21:00 CET | Relatório | Placar por quarto: 19-14, 32-21, 27-25, 11-22 |       |                                                 |  | WiZink Center, Madri Público: 12 557 |  |
| 27 de abril 21:00 CET | Relatório | Pts: Dončić 17 Rbts: Ayón 6 Asts: Llull 7     |       | Pts: Singleton 21 Rbts: Gabriel 6 Asts: James 6 |  | WiZink Center, Madri Público: 12 557 |  |

| 18 de abril 20:15 CET | Relatório | Olympiacos Pireu                                      | 78–87 | Žalgiris Kaunas                              |  | Paz e Amizade, Pireu Público: 11 039 |  |
| 18 de abril 20:15 CET | Relatório | Placar por quarto: 23-12, 15-20, 18-21, 16-19         |       |                                              |  | Paz e Amizade, Pireu Público: 11 039 |  |
| 18 de abril 20:15 CET | Relatório | Pts: Spanoulis 25 Rbts: Milutinov 8 Asts: Spanoulis 9 |       | Pts: Davies 21 Rbts: Davies 8 Asts: Pangos 6 |  | Paz e Amizade, Pireu Público: 11 039 |  |

| 20 de abril 20:15 CET | Relatório | Olympiacos Pireu                                   | 79–68 | Žalgiris Kaunas                                   |  | Paz e Amizade, Pireu Público: 11 039 |  |
| 20 de abril 20:15 CET | Relatório | Placar por quarto: 17-15, 24-17, 13-23, 25-4       |       |                                                   |  | Paz e Amizade, Pireu Público: 11 039 |  |
| 20 de abril 20:15 CET | Relatório | Pts: McLean 21 Rbts: Printezis 8 Asts: Mantzaris 7 |       | Pts: Davies 20 Rbts: Kavaliauskas 7 Asts: Micić 8 |  | Paz e Amizade, Pireu Público: 11 039 |  |

| 25 de abril 21:00 CET | Relatório | Žalgiris Kaunas                                       | 80–60 | Olympiacos Pireu                                        |  | Žalgiris Arena, Caunas Público: 14 345 |  |
| 25 de abril 21:00 CET | Relatório | Placar por quarto: 21-19, 26-17, 20-14, 13-10         |       |                                                         |  | Žalgiris Arena, Caunas Público: 14 345 |  |
| 25 de abril 21:00 CET | Relatório | Pts: Davies 18 Rbts: Jankūnas 6 Asts: Udrih e Micić 6 |       | Pts: Spanoulis 14 Rbts: Papapetrou 8 Asts: Strēlnieks 3 |  | Žalgiris Arena, Caunas Público: 14 345 |  |

| 26 de abril 21:00 CET | Relatório | Žalgiris Kaunas                                        | 101–91 | Olympiacos Pireu                                               |  | Žalgiris Arena, Caunas Público: 14 411 |  |
| 26 de abril 21:00 CET | Relatório | Placar por quarto: 23-22, 28-15, 27-19, 23-35          |        |                                                                |  | Žalgiris Arena, Caunas Público: 14 411 |  |
| 26 de abril 21:00 CET | Relatório | Pts: Pangos 21 Rbts: Ulanovas 9 Asts: Udrih e Pangos 4 |        | Pts: Spanoulis 19 Rbts: McLean e Milutinov 6 Asts: Spanoulis 6 |  | Žalgiris Arena, Caunas Público: 14 411 |  |

| 18 de abril 19:15 CET | Relatório | Fenerbahçe Istambul                               | 82–73 | Baskonia                                                                  |  | Ülker Sports Arena, Istambul Público: 12 984 |  |
| 18 de abril 19:15 CET | Relatório | Placar por quarto: 21-11, 22-15, 22-26, 17-21     |       |                                                                           |  | Ülker Sports Arena, Istambul Público: 12 984 |  |
| 18 de abril 19:15 CET | Relatório | Pts: Wanamaker 16 Rbts: Veselý 8 Asts: Sloukas 11 |       | Pts: Shengelia 16 Rbts: Shengelia e Beaubois 6 Asts: Beaubois e Huertas 3 |  | Ülker Sports Arena, Istambul Público: 12 984 |  |

| 20 de abril 19:45 CET | Relatório | Fenerbahçe Istambul                              | 95–89 | Baskonia                                          |  | Ülker Sports Arena, Istambul Público: 12 997 |  |
| 20 de abril 19:45 CET | Relatório | Placar por quarto: 25-23, 28-26, 18-19, 24-21    |       |                                                   |  | Ülker Sports Arena, Istambul Público: 12 997 |  |
| 20 de abril 19:45 CET | Relatório | Pts: Wanamaker 19 Rbts: Veselý 6 Asts: Sloukas 6 |       | Pts: Janning 17 Rbts: Poirier 7 Asts: Shengelia 5 |  | Ülker Sports Arena, Istambul Público: 12 997 |  |

| 25 de abril 21:00 CET | Relatório | Baskonia                                            | 88–83 | Fenerbahçe Istambul                             |  | Arena Fernando Buesa, Vitoria-Gasteiz Público: 12 136 |  |
| 25 de abril 21:00 CET | Relatório | Placar por quarto: 19-20, 28-18, 20-28, 21-17       |       |                                                 |  | Arena Fernando Buesa, Vitoria-Gasteiz Público: 12 136 |  |
| 25 de abril 21:00 CET | Relatório | Pts: Beaubois 21 Rbts: Shengelia 10 Asts: Huertas 7 |       | Pts: Veselý 17 Rbts: Veselý 10 Asts: Sloukas 11 |  | Arena Fernando Buesa, Vitoria-Gasteiz Público: 12 136 |  |

| 26 de abril 21:00 CET | Relatório | Baskonia                                          | 83–92 | Fenerbahçe Istambul                         |  | Arena Fernando Buesa, Vitoria-Gasteiz Público: 11 548 |  |
| 26 de abril 21:00 CET | Relatório | Placar por quarto: 19-25, 13-23, 30-24, 21-20     |       |                                             |  | Arena Fernando Buesa, Vitoria-Gasteiz Público: 11 548 |  |
| 26 de abril 21:00 CET | Relatório | Pts: Poirier 14 Rbts: Voigtmann 7 Asts: Huertas 6 |       | Pts: Gudurić Rbts: Veselý 6 Asts: Sloukas 8 |  | Arena Fernando Buesa, Vitoria-Gasteiz Público: 11 548 |  |

## Final Four

### Semifinais
18 de abril, Arena Štark, Belgrado
| Equipe 1            | Resultado | Equipe 2        |
| ------------------- | --------- | --------------- |
| CSKA Moscou         | 83 – 92   | Real Madrid     |
| Fenerbahçe Istambul | 76 - 67   | Žalgiris Kaunas |

### Decisão do 3º colocado
20 de abril, Arena Štark, Belgrado
| Equipe 1    | Resultado | Equipe 2        |
| ----------- | --------- | --------------- |
| CSKA Moscou | 77 - 79   | Žalgiris Kaunas |

### Final
20 de abril, Arena Štark, Belgrado
| Equipe 1            | Resultado | Equipe 2    |
| ------------------- | --------- | ----------- |
| Fenerbahçe Istambul | 80 – 85   | Real Madrid |

| EuroLiga de 2017–18 Campeão |
| --------------------------- |
| Real Madrid 10º Título      |

### Colocação final
|    | Equipe              |
| -- | ------------------- |
|    | Real Madrid         |
|    | Fenerbahçe Istambul |
|    | Žalgiris Kaunas     |
| 4º | CSKA Moscou         |

## Prêmios Individuais

### MVP por rodada
| Rodada | Jogador               | Equipe           | Índice |
| ------ | --------------------- | ---------------- | ------ |
| 1      | Pierre Jackson        | Maccabi          | 41     |
| 2      | Erick Green           | Valencia         | 33     |
| 3      | Luka Dončić           | Real Madrid      | 41     |
| 4      | Luka Dončić (2)       | Real Madrid      | 35     |
| 5      | Nando de Colo         | CSKA             | 37     |
| 6      | Vladimir Štimac       | Anadolu          | 29     |
| 7      | Errick McCollum       | Anadolu          | 33     |
| 8      | Nick Calathes         | Panathinaikos    | 42     |
| 9      | Edgaras Ulanovas      | Žalgiris Kaunas  | 32     |
| 10     | Nando de Colo (2)     | CSKA             | 30     |
| 10     | James Gist            | Panathinaikos    | 30     |
| 11     | Alexey Shved          | Khimki           | 35     |
| 12     | Vincent Poirier       | Baskonia         | 35     |
| 13     | Alexey Shved (2)      | Khimki           | 30     |
| 13     | Jamel McLean          | Olympiacos Pireu | 30     |
| 14     | Cory Higgins          | CSKA             | 31     |
| 14     | Tornike Shengelia     | Baskonia         | 31     |
| 15     | Luka Dončić (3)       | Real Madrid      | 37     |
| 16     | Malcolm Thomas        | Khimki           | 28     |
| 17     | Zoran Dragić          | Anadolu          | 34     |
| 18     | Alexey Shved (3)      | Khimki           | 33     |
| 19     | Brad Wanamaker        | Fenerbahçe Doğuş | 31     |
| 20     | Brad Wanamaker (2)    | Fenerbahçe Doğuş | 33     |
| 21     | Augustine Rubit       | Brose Bamberga   | 34     |
| 22     | Jan Veselý            | Fenerbahçe Doğuş | 36     |
| 23     | Vassilis Spanoulis    | Olympiacos Pireu | 29     |
| 23     | Dorell Wright         | Brose Bamberga   | 29     |
| 24     | Tornike Shengelia (2) | Baskonia         | 28     |
| 25     | Fabien Causeur        | Real Madrid      | 29     |
| 26     | James Feldeine        | Estrela Vermelha | 32     |
| 27     | Nick Calathes (2)     | Panathinaikos    | 34     |
| 28     | Ricky Hickman         | Brose Bamberga   | 29     |
| 28     | Nikola Milutinov      | Olympiacos Pireu | 29     |
| 29     | Luka Dončić (4)       | Real Madrid      | 35     |
| 30     | Anthony Randolph      | Real Madrid      | 38     |

### MVP do mês
| Mês       | Jogador           | Equipe          | Ref    |
| 2017      | 2017              | 2017            | 2017   |
| --------- | ----------------- | --------------- | ------ |
| Outubro   | Luka Dončić       | Real Madrid     | [ 30 ] |
| Novembro  | Nick Calathes     | Panathinaikos   | [ 31 ] |
| Dezembro  | Paulius Jankūnas  | Žalgiris Kaunas | [ 32 ] |
| 2018      |                   |                 |        |
| Janeiro   | Nando de Colo     | CSKA Moscou     | [ 33 ] |
| Fevereiro | Alexey Shved      | Khimki          | [ 34 ] |
| Março     | Tornike Shengelia | Baskonia        | [ 35 ] |

### MVP por rodada dosPlayoffs
| Mês       | Jogador          | Equipe          | Ref |
| --------- | ---------------- | --------------- | --- |
| 1ª Rodada | Nick Calathes    | Panathinaikos   | 29  |
| 2ª Rodada | Sergio Rodríguez | CSKA Moscou     | 36  |
| 3ª Rodada | Anthony Gill     | Khimki          | 29  |
| 3ª Rodada | Alexey Shved     | Khimki          | 29  |
| 4ª Rodada | Edgaras Ulanovas | Žalgiris Kaunas | 27  |

### Líderes em estatísticas

#### Pontos
| # | Jogador         | Clube            | J  | Índice |
| - | --------------- | ---------------- | -- | ------ |
| 1 | Alexey Shved    | Khimki           | 26 | 22.04  |
| 2 | Luka Dončić     | Real Madrid      | 24 | 17.04  |
| 3 | Nando de Colo   | CSKA Moscou      | 26 | 16.85  |
| 4 | Nemanja Nedović | Unicaja Malaga   | 20 | 15.85  |
| 5 | Pierre Jackson  | Maccabi Tel Aviv | 26 | 15.04  |

#### Rebotes
| # | Jogador           | Clube                      | J  | Índice |
| - | ----------------- | -------------------------- | -- | ------ |
| 1 | James Augustine   | Unicaja Malaga             | 25 | 6.76   |
| 2 | Tornike Shengelia | Baskonia                   | 25 | 6.60   |
| 3 | Vladimir Štimac   | Anadolu                    | 26 | 6.31   |
| 4 | Artūras Gudaitis  | AX Armani Exchange Olimpia | 25 | 5.96   |
| 5 | Walter Tavares    | Real Madrid                | 20 | 5.95   |

#### Assistências
| # | Jogador            | Clube            | J  | Índice |
| - | ------------------ | ---------------- | -- | ------ |
| 1 | Nick Calathes      | Panathinaikos    | 23 | 8.26   |
| 2 | Thomas Heurtel     | FC Barcelona     | 26 | 6.46   |
| 3 | Kevin Pangos       | Žalgiris Kaunas  | 26 | 5.92   |
| 4 | Vassilis Spanoulis | Olympiacos       | 16 | 5.31   |
| 5 | Taylor Rochestie   | Estrela Vermelha | 26 | 5.19   |

#### Bolas roubadas
| # | Jogador          | Clube              | J  | Índice |
| - | ---------------- | ------------------ | -- | ------ |
| 1 | Nick Calathes    | Panathinaikos      | 23 | 1.52   |
| 2 | Rakim Sanders    | FC Barcelona Lassa | 15 | 1.47   |
| 3 | Brad Wanamaker   | Fenerbahçe Doğuş   | 26 | 1.46   |
| 4 | Facundo Campazzo | Real Madrid        | 26 | 1.42   |
| 4 | Nando de Colo    | CSKA Moscou        | 26 | 1.42   |

#### Tocos/Bloqueios
| # | Jogador             | Clube                      | J  | Índice |
| - | ------------------- | -------------------------- | -- | ------ |
| 1 | Bryant Dunston      | Anadolu Efes               | 26 | 1.73   |
| 2 | Walter Tavares      | Real Madrid                | 20 | 1.70   |
| 3 | Tibor Pleiß         | Valencia                   | 25 | 1.24   |
| 4 | Artūras Gudaitis    | AX Armani Exchange Olimpia | 25 | 1.08   |
| 5 | Artsiom Parakhouski | Maccabi Tel Aviv           | 26 | 1.04   |

#### Valoração
| # | Jogador           | Clube         | J  | Índice |
| - | ----------------- | ------------- | -- | ------ |
| 1 | Luka Dončić       | Real Madrid   | 24 | 23.13  |
| 2 | Nando de Colo     | CSKA Moscou   | 26 | 20.35  |
| 3 | Alexey Shved      | Khimki        | 26 | 20.08  |
| 4 | Tornike Shengelia | Baskonia      | 25 | 19.08  |
| 5 | Nick Calathes     | Panathinaikos | 23 | 17.91  |